# 国鉄1800形蒸気機関車
1800形は、日本国有鉄道（国鉄）の前身である工部省鉄道局が輸入したタンク式蒸気機関車である。東海道線京都 - 大津間の開業にともない、同区間に介在する急勾配に対応するため、1881年（明治14年）にイギリスのキットソン社(Kitson & Co., Airedale Foundry)から輸入されたものである。
その性能の優秀さから、官設鉄道のほか私設鉄道（日本鉄道、甲武鉄道、岩越鉄道、北越鉄道、北海道鉄道）でも同形機が多数輸入され、オリジナルのキットソン社のほかイギリスのダブス社（Dübs & Co., Glasgow Locomotive Works ／1850形）、ベイヤー・ピーコック社（Beyer, Peacock & Co. Ltd., Gorton Foundry／1900形）、ナスミス・ウィルソン社（Nasmyth, Wilson & Co. Ltd., Bridgewater Foundry ／1940形、2080形）、ニールソン社（Neilson & Co., Hyde Park Locomotive Works ／1960形）、ドイツのクラウス社（Lokomotivfabrik Krauss & Comp.; München ／1550形、2060形）も製造に携わっている。本項では、これらについても一括して取り扱う。

## 1800形

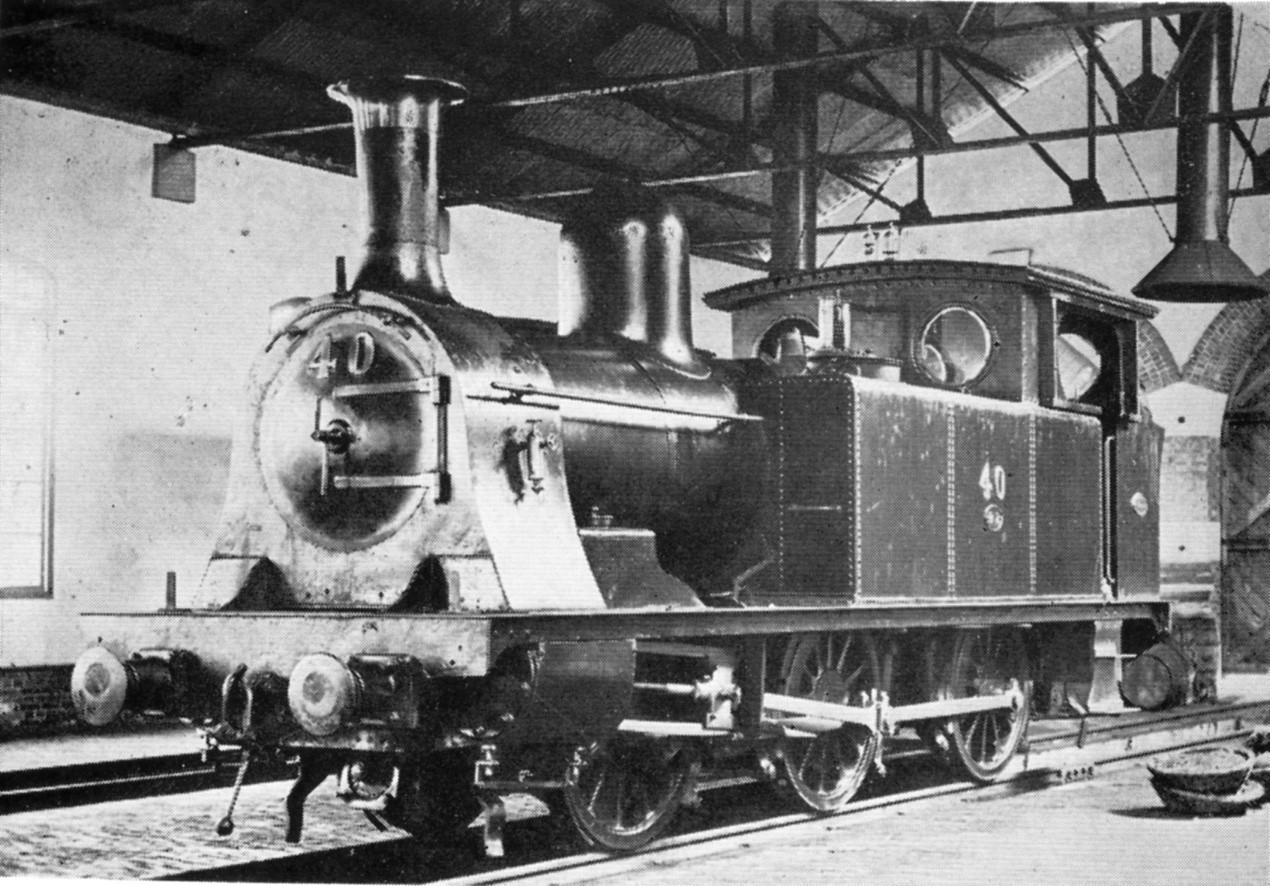
鉄道作業局 40（後の鉄道院 1801）

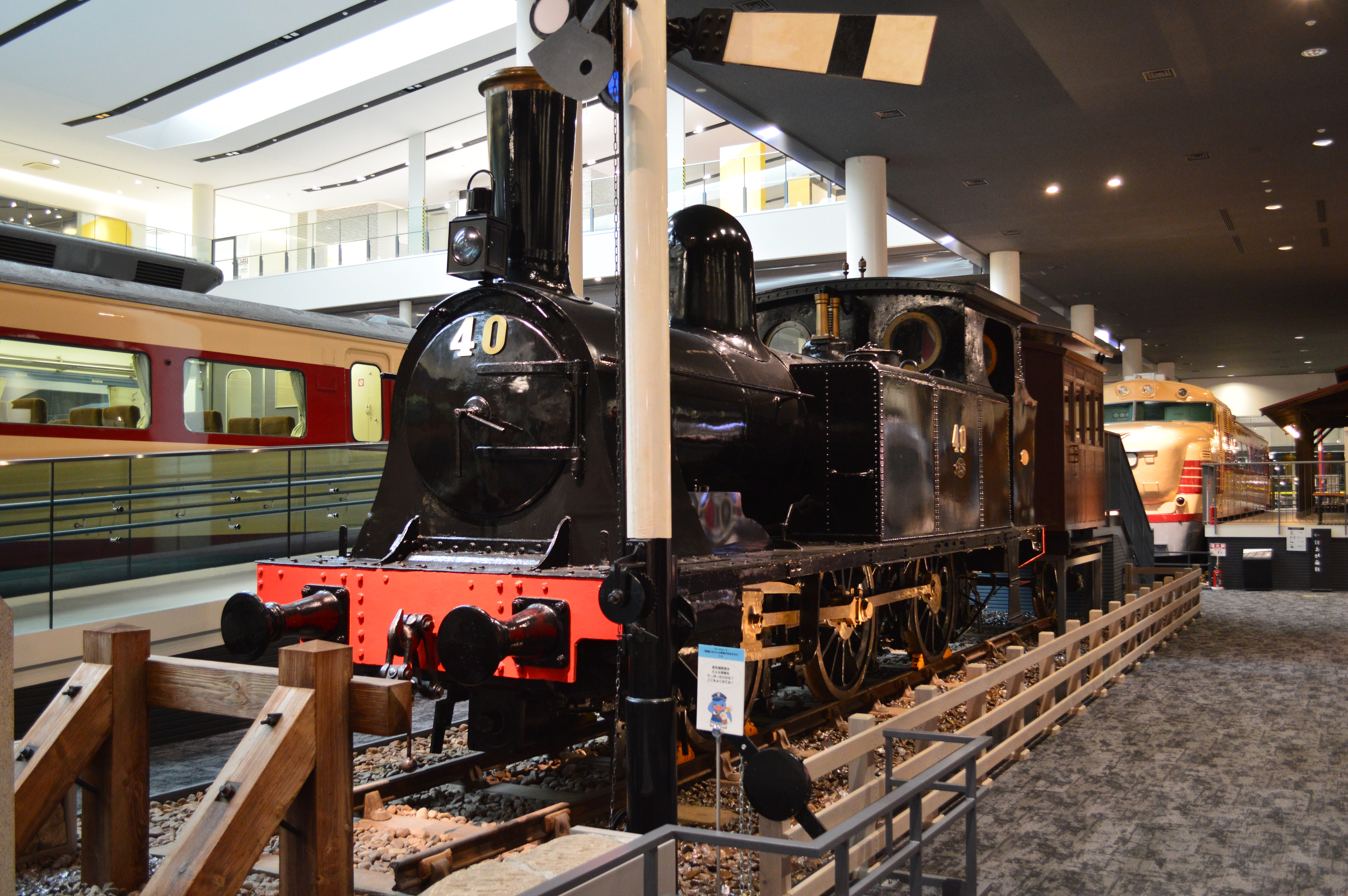
1801（京都鉄道博物館）

### 概要
本形式は、先輪・従輪のない動軸3軸を有するタンク機関車である。計画は、当時の神戸汽車監察方B・F・ライト（Benjamin Frederick Wright）によって行われている。1881年、イギリスのキットソン社から8両（2371 - 2374, 2452 - 2455）が輸入され、54 - 68（偶数のみ）と付番された。製造番号と番号の順は揃っておらず、製造番号2452, 2453を54, 56とし、製造番号2371 - 2374, 2454, 2455を58 - 68（偶数）とした。1892年（明治25年）に形式Yとし、1893年（明治26年）には39 - 42, 44, 46, 48, 50）と改番した。鉄道作業局の形式ではB2形と称した。
輸入された8両のうち、5両は京都 - 大津間、3両は長浜 - 敦賀・大垣間で使用された。いずれも、現在では別線が建設されて切り替えられているが、当時は25‰の急勾配が連続する区間であり、高性能の割に石炭消費量が少なく、乗務員からも好評であった。
また、この機関車は塗色の記録が残っており、「機関車全体の彩色は、藤黄と暗き葡萄酒色の混合にして、黒色と朱色の混合を以てこれを縁取り…」との記述がある。文章の解釈の仕方や、これを実見した者が生存していないため、塗色の復元は困難であるが、明るい塗色であったことは間違いない。
官設鉄道のほか、北越鉄道でも1896年（明治29年）に同形機が5両（製造番号3675 - 3679）輸入されており、こちらは形式B（3 - 7）と称し、煙室がやや大きく、クロスヘッドの滑り棒が1本（前期形は2本）であるのが異なる。このうちの1両（番号不明）は、1904年に日露戦争が勃発したのにともない、陸軍野戦鉄道提理部に供出され、満州に送られたが、1906年には内地に戻っている。
北越鉄道のものは、1906年に制定された鉄道国有法により、官設鉄道に編入され、1909年に制定された鉄道院の車両形式称号規程により、鉄道作業局のものと合わせて、1800形（1800 - 1812）と改められた。

### 主要諸元
- 全長：8,801mm
- 全高：3,658mm
- 軌間：1,067mm
- 車軸配置：0-6-0(C)
- 動輪直径：1,219mm(4ft)
- 弁装置：スチーブンソン式基本形

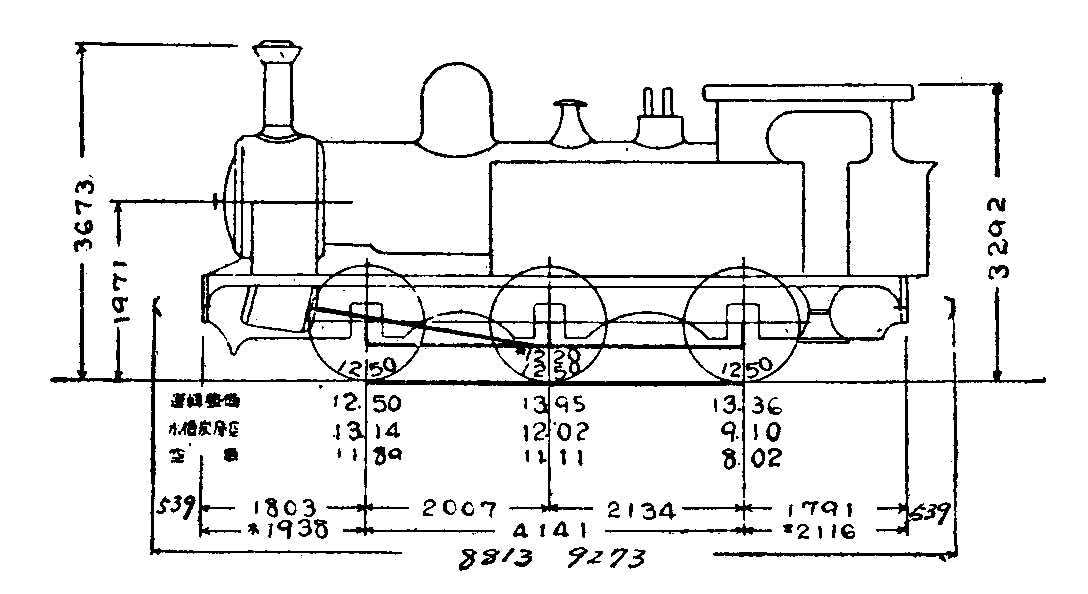
1800形の形式図

- シリンダー（直径×行程）：381mm×559mm
- ボイラー圧力：9.8kg/cm2
- 火格子面積：1.10m2
- 全伝熱面積：77.3m2
  - 煙管蒸発伝熱面積：69.5m2
  - 火室蒸発伝熱面積：7.8m2
- ボイラー水容量：2.8m3
- 小煙管（直径×長サ×数）：45mm×3,150mm×158本
- 機関車運転整備重量：39.81t
- 機関車空車重量：31.02t
- 機関車動輪上重量（運転整備時）：39.81t
- 機関車動輪軸重（最大・第2動輪上）：13.95t
- 水タンク容量：4.5m3
- 燃料積載量：1.53t
- 機関車性能
  - シリンダ引張力（0.85P）：5,550kg
- ブレーキ装置：手ブレーキ、蒸気ブレーキ

## 1850形

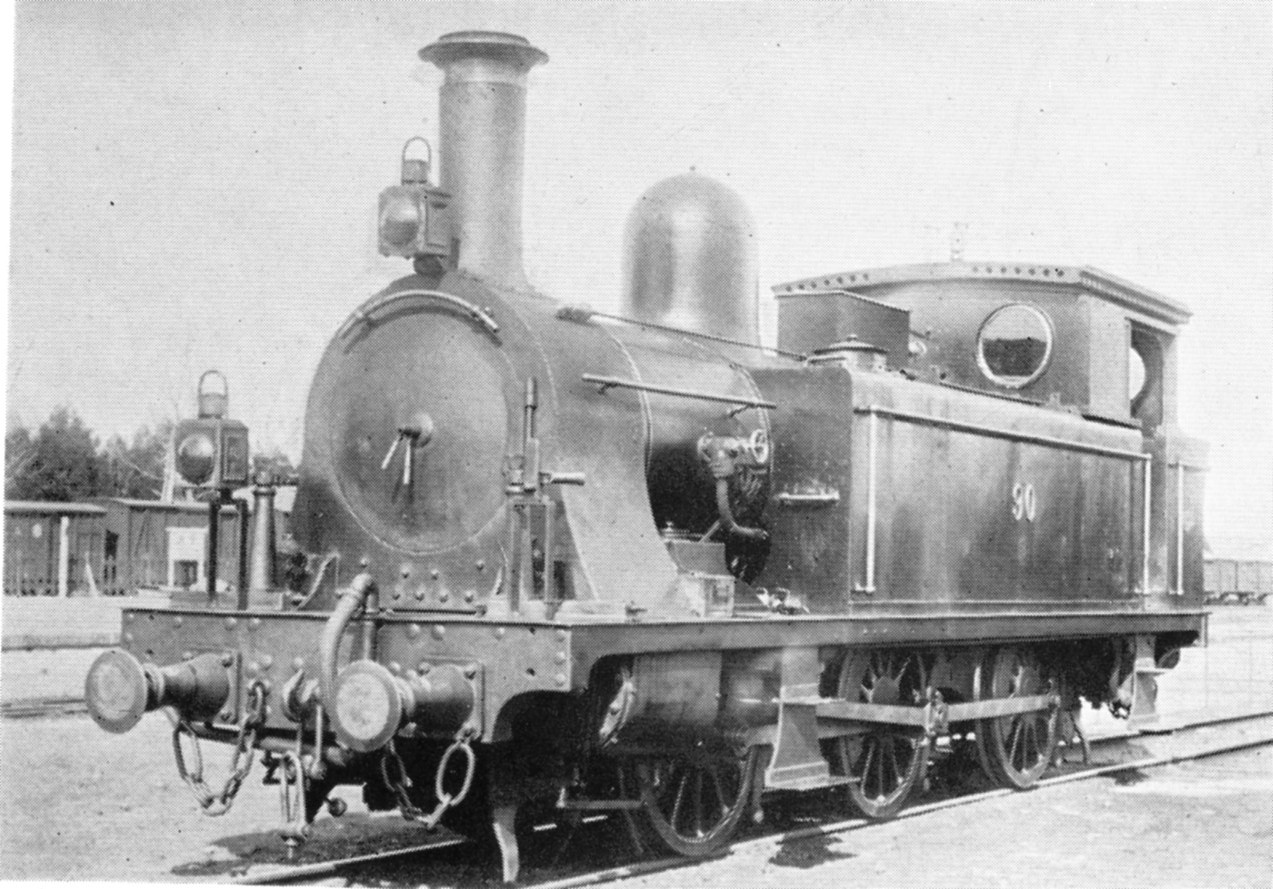
日本鉄道 90（後の鉄道院 1871）

### 概要
本形式は、製造がダブス社である以外、1800形とほとんど変わらない。差異としては、キットソン社製の1800形が、組立てに通常のリベットを使用しているのに対し、本形式では沈頭鋲を使用しており、鋲頭の出ない平滑な仕上げとなっている程度である。官設鉄道では1800形の増備として、1885年（明治18年）から1888年（明治21年）にかけて20両が輸入され、1894年（明治27年）と1896年（明治29年）には日本鉄道へ12両、1903年（明治36年）には北海道鉄道へ3両が勾配線用として同形機が輸入されており、総数はオリジナルの1800形をはるかに上回る35両に達する。
官設鉄道への導入状況は、次のとおりである。
- 1885年（4両） : 製造番号2123 - 2126 - 61, 63, 65, 67
- 1885年（4両） : 製造番号2168 - 2171 - 70, 72, 74, 76
- 1887年（12両） : 製造番号2273 - 2284 - 78, 80, 89, 91, 93, 95, 105, 107, 97, 99, 101, 103

最初の4両は信越線に投入され、高崎 - 横川間と直江津 - 長野間で2両ずつが使用された。次の4両は東海道線の神戸 - 大津間および北陸線の敦賀 - 大垣間へ2両ずつが投入されている。
1887年製の12両のうち4両（97, 99, 101, 103）は、東海道線（現在の御殿場線）の山北 - 沼津間へ投入され、6両（89, 91, 93, 95, 105, 107）は日本鉄道（黒磯 - 塩竈間）へ回された。2両（78, 80）は、京阪神地区用である。これらは、1885年製のものと細部が異なり、煙室がやや大きく、クロスヘッドの滑り棒が2本から1本になっている。
1892年に実施された私設鉄道分離にともなう改番では、官設鉄道に残った14両（61, 63, 65, 67, 70, 72, 74, 76, 78, 80, 97, 99, 101, 103）は形式Z（43, 45, 47, 49, 51, 52, 53, 54, 56, 58, 59, 71, 73, 75）と改められ、鉄道作業局の形式では形式Yと同じB2形と称した。日本鉄道へ正式に編入された6両（89, 91, 93, 95, 105, 107）は、D3/3形（25 - 30）となっている。このうち、27 - 29の3両は、日露戦争の勃発にともない、満州に設立された陸軍野戦鉄道提理部に供出されたが、1906年には内地に戻っている。
日本鉄道は、その後も独自に同形車を増備しており、1894年に6両（製造番号3081 - 3086・87 - 92）、1896年に6両（製造番号3324 - 3329・117 - 122）が後述のニールソン社、ベイヤー・ピーコック社製とともに輸入されている。
北海道鉄道へは、本系列としては最も遅い1903年に3両（製造番号4416 - 4418）が輸入され、A3形（6 - 8）となっている。形態は、官設鉄道の後期形と同一である。
鉄道国有法の施行を受けた1909年の改番では1850形に定められ、官設鉄道、日本鉄道、北海道鉄道の保有車の順に1850 - 1884と改められている。

### 主要諸元
- 全長：8,801mm
- 全高：3,658mm
- 軌間：1,067mm
- 車軸配置：0-6-0(C)
- 動輪直径：1,219mm(4ft)
- 弁装置：スチーブンソン式基本形
- シリンダー（直径×行程）：381mm×559mm
- ボイラー圧力：9.8kg/cm2
- 火格子面積：1.10m2
- 全伝熱面積：77.3m2
  - 煙管蒸発伝熱面積：69.5m2
  - 火室蒸発伝熱面積：7.8m2
- ボイラー水容量：2.3m3
- 小煙管（直径×長サ×数）：45mm×4,150mm×158本
- 機関車運転整備重量：41.53t
- 機関車空車重量：32.65t
- 機関車動輪上重量（運転整備時）：41.53t
- 機関車動輪軸重（最大・第3動輪上）：14.35t
- 水タンク容量：4.5m3
- 燃料積載量：1.53t
- 機関車性能
  - シリンダ引張力（0.85P）：5,550kg
- ブレーキ装置：手ブレーキ、蒸気ブレーキ

## 1900形

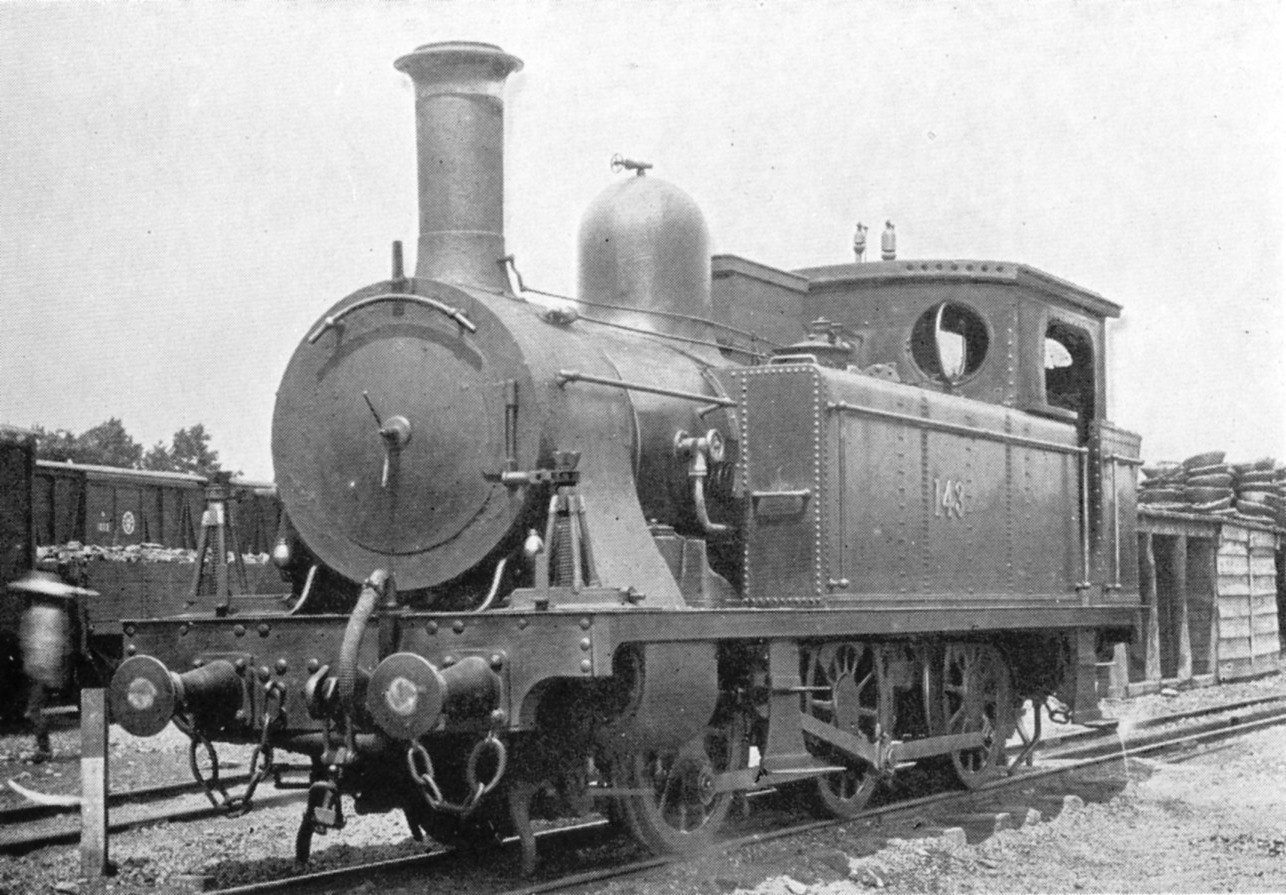
日本鉄道 143（後の鉄道院 1920）

### 概要
本形式は、製造がベイヤー・ピーコック社である以外、前出2形式とほとんど変わらない。1896年に、日本鉄道が30両（製造番号3802 - 3807, 3828 - 3851）を輸入したものである。日本鉄道ではP3/3形（123 - 152）と称したが、1898年に148 - 152の5両が岩越鉄道へ譲渡され、同社では甲1形（1 - 5）と称した。
配属は東北線の上野周辺、磐越西線である。
1909年の改番では1900形に定められ、日本鉄道、岩越鉄道の順に1900 - 1929となった。

### 主要諸元
- 全長：9,312mm
- 全高：3,658mm
- 軌間：1,067mm
- 車軸配置：0-6-0(C)
- 動輪直径：1219mm(4ft)
- 弁装置：スチーブンソン式基本形
- シリンダー（直径×行程）：381mm×559mm
- ボイラー圧力：9.8kg/cm2
- 火格子面積：1.30m2
- 全伝熱面積：77.3m2
  - 煙管蒸発伝熱面積：69.5m2
  - 火室蒸発伝熱面積：7.8m2
- ボイラー水容量：2.3m3
- 小煙管（直径×長サ×数）：45mm×4,150mm×158本
- 機関車運転整備重量：41.02t
- 機関車空車重量：32.55t
- 機関車動輪上重量（運転整備時）：41.02t
- 機関車動輪軸重（最大・第2・第3動輪上）：14.86t
- 水タンク容量：4.4m3
- 燃料積載量：1.66t
- 機関車性能
  - シリンダ引張力（0.85P）：5,550kg
- ブレーキ装置：手ブレーキ、蒸気ブレーキ

## 1940形

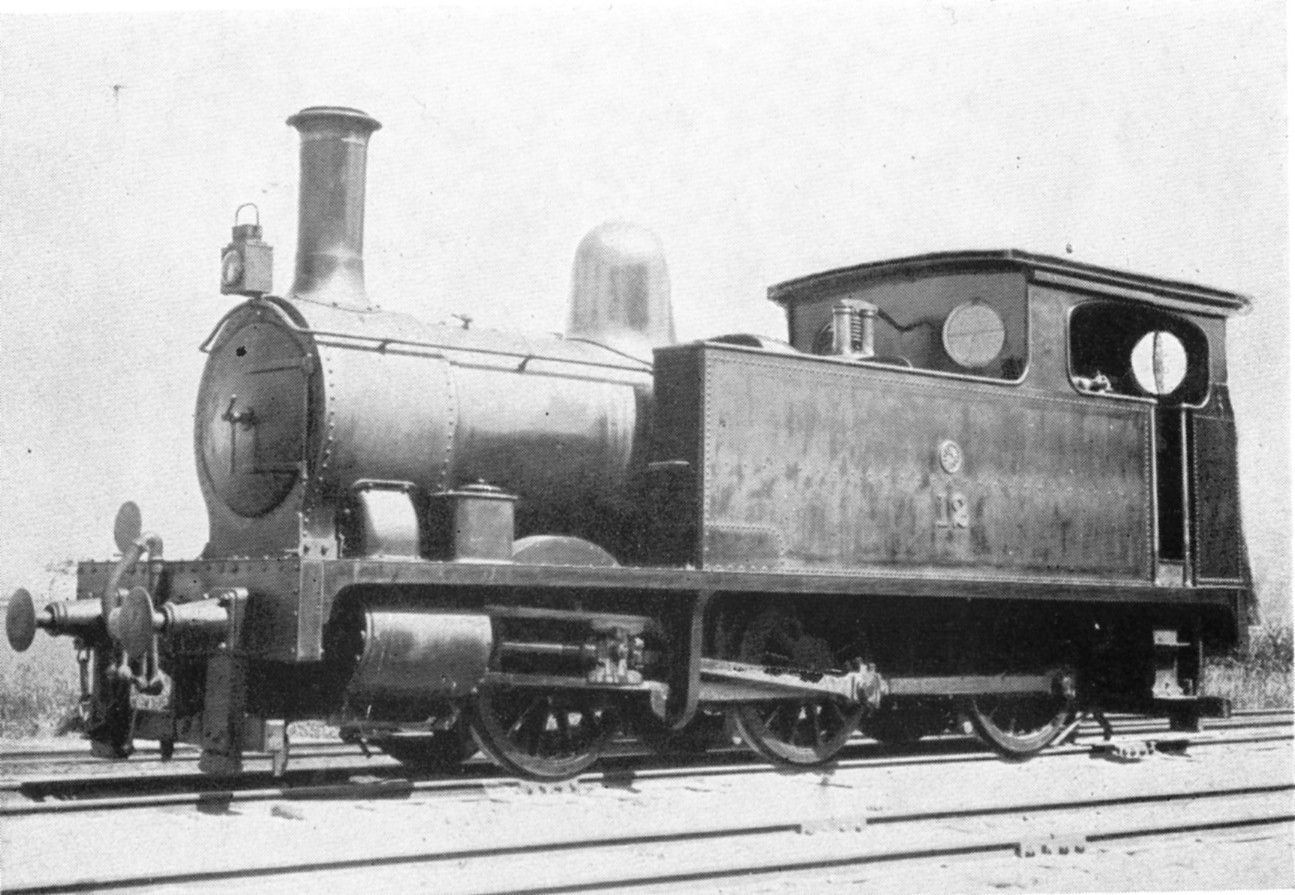
北越鉄道 12（後の鉄道院 1944 ）

1898年にナスミス・ウィルソン社で5両が製造されたもので、北越鉄道が導入したものである。同社では形式C（8 - 12）と称し、新津に配置された。1906年の国有化後は会津若松、上野に配置され、1909年の改番では1940形（1940 - 1944）となり、1922年、1923年に廃車となった。
形態的には、煙室からシリンダに至る末広がりラインが廃され、蒸気管が剥き出しであるのが特徴である。また、側水槽上縁部のRがなく、角張った形状をしているなど、メーカーの個性が出ている。

### 主要諸元
- 全長：9,335mm
- 全高：3,696mm
- 軌間：1,067mm
- 車軸配置：0-6-0(C)
- 動輪直径：1,219mm(4ft)
- 弁装置：スチーブンソン式基本形
- シリンダー（直径×行程）：381mm×559mm
- ボイラー圧力：9.8kg/cm2
- 火格子面積：1.30m2
- 全伝熱面積：79.7m2
  - 煙管蒸発伝熱面積：72.4m2
  - 火室蒸発伝熱面積：7.3m2
- ボイラー水容量：2.86m3
- 小煙管（直径×長サ×数）：44.5mm×3,283mm×158本
- 機関車運転整備重量：40.44t
- 機関車空車重量：33.22t
- 機関車動輪上重量（運転整備時）：40.44t
- 機関車動輪軸重（最大・第2動輪上）：14.07t
- 水タンク容量：4.41m3
- 燃料積載量：1.34t
- 機関車性能
  - シリンダ引張力（0.85P）：5,550kg
- ブレーキ装置：手ブレーキ、真空ブレーキ

## 2080形
1901年にナスミス・ウィルソン社で2両が製造されたもので、北越鉄道が導入したものである。1898年製のものとは動輪直径が異なり、形式F（16, 17）と称した。1906年の国有化後は神戸に移り、1909年の改番では2080形（2080, 2081）となったが、1927年に廃車となり、三好鉱業（日本炭砿）高松鉱業所に払下げられた。

### 主要諸元
- 全長：9,271mm
- 全高：3,696mm
- 軌間：1,067mm
- 車軸配置：0-6-0(C)
- 動輪直径：1,372mm(4'-6")
- 弁装置：スチーブンソン式基本形
- シリンダー（直径×行程）：381mm×559mm
- ボイラー圧力：9.8kg/cm2
- 火格子面積：1.30m2
- 全伝熱面積：79.2m2
  - 煙管蒸発伝熱面積：71.8m2
  - 火室蒸発伝熱面積：7.3m2
- ボイラー水容量：2.86m3
- 小煙管（直径×長サ×数）：44.5mm×3,258mm×158本
- 機関車運転整備重量：40.49t
- 機関車空車重量：31.48t
- 機関車動輪上重量（運転整備時）：40.49t
- 機関車動輪軸重（最大・第3動輪上）：14.07t
- 水タンク容量：4.41m3
- 燃料積載量：1.34t
- 機関車性能
  - シリンダ引張力（0.85P）：4,930kg
- ブレーキ装置：手ブレーキ、蒸気ブレーキ

## 1960形

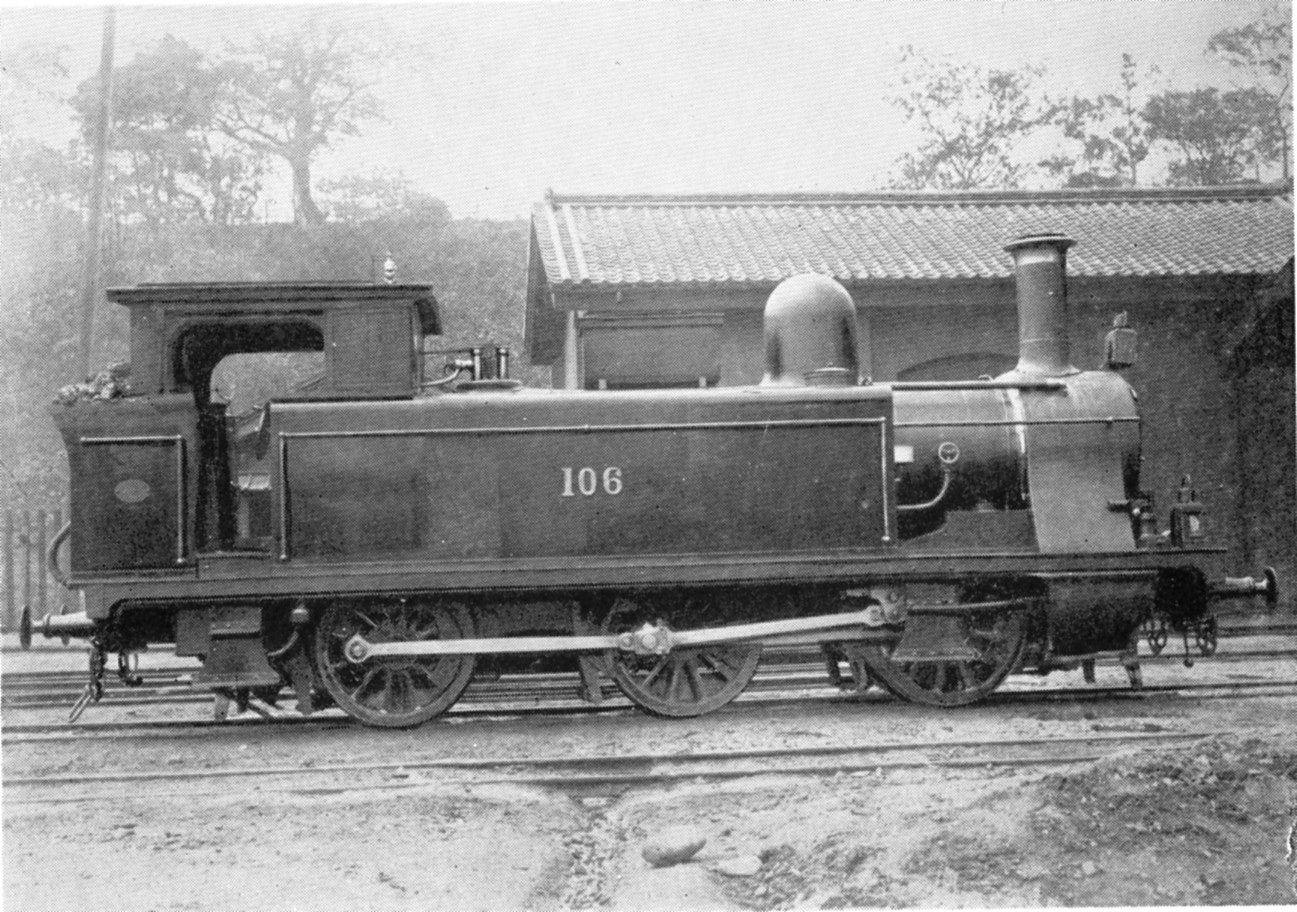
日本鉄道 106（後の鉄道院 1961）

1894年、ニールソン社で12両（製造番号4776 - 4787）が製造され、日本鉄道に納入されたものである。同社では、N3/3形（105 - 116）と称した。形態は、ダブス社製の後期形と変わらない。このうち、105 - 108の4両については、日露戦争の勃発とともに陸軍野戦鉄道提理部に供出され、満州に送られたが、1906年には内地に戻っている。
1906年に国有化され、1909年の改番では1960形（1960 - 1971）に改められた。配属は郡山、青森、尻内で、1930年および1931年に全車が廃車となり、解体された。

### 主要諸元
- 全長：9,312mm
- 全高：3,658mm
- 軌間：1,067mm
- 車軸配置：0-6-0(C)
- 動輪直径：1,219mm(4')
- 弁装置：スチーブンソン式基本形
- シリンダー（直径×行程）：381mm×559mm
- ボイラー圧力：9.8kg/cm2
- 火格子面積：1.30m2
- 全伝熱面積：77.3m2
  - 煙管蒸発伝熱面積：69.5m2
  - 火室蒸発伝熱面積：7.8m2
- ボイラー水容量：2.3m3
- 小煙管（直径×長サ×数）：45mm×4,150mm×158本
- 機関車運転整備重量：42.03t
- 機関車空車重量：32.86t
- 機関車動輪上重量（運転整備時）：42.03t
- 機関車動輪軸重（最大・第3動輪上）：15.08t
- 水タンク容量：4.4m3
- 燃料積載量：1.7t
- 機関車性能
  - シリンダ引張力（0.85P）：5,940kg
- ブレーキ装置 : 手ブレーキ、真空ブレーキ

## 1550形

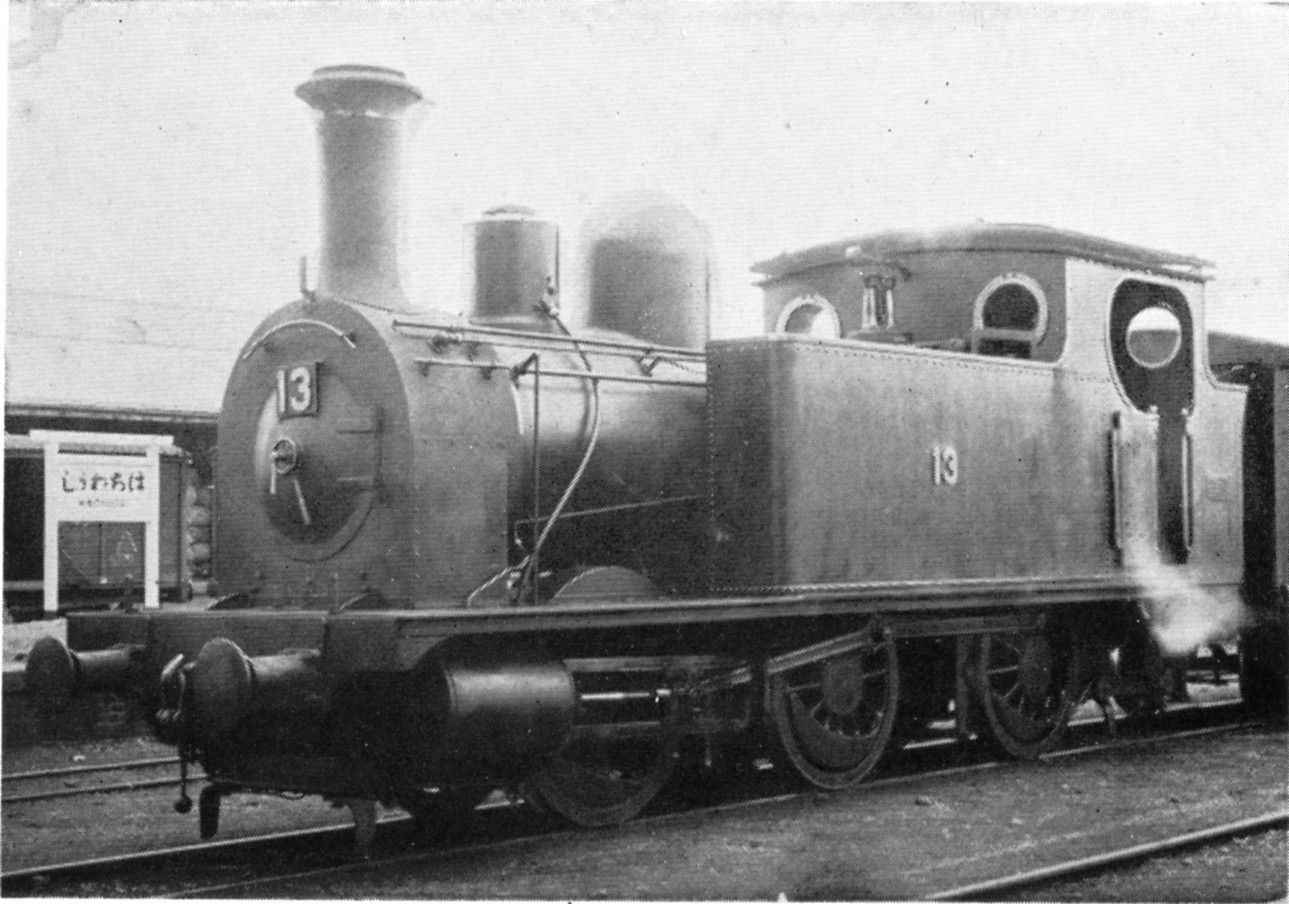
甲武鉄道 13（後の鉄道院 1550）

1904年にドイツのクラウス社で製造されたもので、2両が甲武鉄道により輸入された。ドイツ製とはいえ、イギリス製のB2系の模倣であり、デザインにオリジナリティはあまり見られない。イギリス製に比べて車体前後のオーバーハングがやや短く、オリジナルより小さい形式が与えられているのはそのためである。
甲武鉄道では、K4形（13, 14）とされ、国有化後の1909年に実施された鉄道院の改番では、1550形（1550, 1551）に改められた。鉄道院からの除籍は早く、1916年で、いずれも八幡製鉄所に払下げられている。

### 主要諸元
- 全長：8,928mm[2]
- 全高：3,658mm
- 全幅：2,477mm[3]
- 軌間：1,067mm
- 車軸配置：0-6-0(C)
- 動輪直径：1,219mm(4')
- 弁装置：スチーブンソン式基本形
- シリンダー（直径×行程）：381mm×559mm
- ボイラー圧力：11.2kg/cm2[4]
- 火格子面積：1.1m2[5]
- 全伝熱面積：72.0m2[6]
  - 煙管蒸発伝熱面積：65.8m2[7]
  - 火室蒸発伝熱面積：6.1m2[8]
- ボイラー水容量：2.8m3[9]
- 小煙管（直径×長サ×数）：44.5mm×3,293mm×143本[10]
- 機関車運転整備重量：38.45t[11]
- 機関車空車重量：29.55t[12]
- 機関車動輪上重量（運転整備時）：38.45[11]
- 機関車動輪軸重（最大・3動輪上）：13.45t[13]
- 水タンク容量：4.33m3[14]
- 燃料積載量：1.50t[15]
- 機関車性能
  - シリンダ引張力（0.85P）：6,340kg
- ブレーキ装置：手ブレーキ、蒸気ブレーキ

## 2060形
1907年にドイツのクラウス社で製造されたもので、3両が甲武鉄道により発注されていたものだが、落成は国有化後となり、直接官設鉄道籍となった。甲武鉄道では、K5形（15 - 17）とされる予定であったが、国有化後の1909年に実施された鉄道院の改番では、動輪直径が152mm(6in)大きいことから形式が分けられ、2060形（2060 - 2062）に改められた。この機関車は煙室が大きく、煙室扉も左ヒンジになっているので、煙室内に特殊な機器があるように思われるが、定かではない。
配属は山北で、1922年に廃車された。

### 主要諸元
- 全長：9,335mm[16]
- 全高：3,658mm
- 全幅：2,477mm[17]
- 軌間：1,067mm
- 車軸配置：0-6-0(C)
- 動輪直径：1,372mm(4'-6")
- 弁装置：スチーブンソン式基本形
- シリンダー（直径×行程）：406mm×559mm[18]
- ボイラー圧力：11.2kg/cm2[19]
- 火格子面積：1.08m2[20]
- 全伝熱面積：72.0m2[21]
  - 煙管蒸発伝熱面積：65.8m2[22]
  - 火室蒸発伝熱面積：6.1m2[23]
- ボイラー水容量：2.8m3[24]
- 小煙管（直径×長サ×数）：44.5mm×3,293mm×143本[25]
- 機関車運転整備重量：40.10t[26]
- 機関車空車重量：30.97t[27]
- 機関車動輪上重量（運転整備時）：40.10t[26]
- 機関車動輪軸重（最大・第2動輪上）：13.50t[28]
- 水タンク容量：4.33m3[29]
- 燃料積載量：1.5t[30]
- 機関車性能
  - シリンダ引張力（0.85P）：6,390kg
- ブレーキ装置 : 手ブレーキ、蒸気ブレーキ

## 経歴
鉄道国有法による買収の結果、本グループは100両を超える大グループとなった。イギリス製の基本形だけでも95両を数える。
1911年10月末現在の同系車の配置は、中部鉄道管理局管内には27両、東部鉄道管理局管内には47両、北海道鉄道管理局管内には3両、西武鉄道管理局管内には14両、九州鉄道管理局管内には4両であった。この頃、鉄道院では機関車の重量を実測するようになり、その結果大部分は最大軸重14tを超え、1960形に至っては15tを超すことが判明した。そのため、使用可能線区は限定されることとなり、入換専用となるものも多くなった。
配置は全国にわたっていたが、1800形については1922年頃に東京鉄道局に集められ田端などに配置、1850形については大阪鉄道局に21両、仙台、名古屋両鉄道局に各7両、1900形については東京、仙台両鉄道局に各10両、1940形は東京鉄道局、1960形は仙台鉄道局に全車が集められていた。最後まで残ったのは1850形で、全廃となったのは1938年であった。
その後、戦時買収によって4両（1811, 1855, 1859, 1876）が再び国有鉄道に復籍したが、これらも1949年までに除籍された。

## 譲渡
本系列は高性能であったが、軸重と全軸距の大きさから払下げの例は多くない。譲渡については次のとおりである。
- 1550, 1551（1916年） - 八幡製鉄所71,72→改番316,317→改番340,341（1952年）→1955年廃車

- 1801（1930年） - 高知鉄道 → 東洋レーヨン滋賀工場102（1940年）
- 1803（1930年） - 高知鉄道→1937年頃廃車
- 1811（1929年） - 小湊鉄道5 → 鶴見臨港鉄道501（1937年） → 再買収1811（1943年） → 1949年廃車
- 1812（1930年） - 北見鉄道（購入したものの、軸重過大で使用できないまま同年廃棄。）

- 1854（1938年） - 海軍省（大湊工廠 → 多賀城工廠） → 1951年頃まで現存
- 1855（1938年） - 鶴見臨港鉄道502 → 再買収1855（1943年） → 1948年廃車
- 1859（1938年） - 博多湾鉄道19 → 西日本鉄道 → 再買収 → 1949年廃車
- 1861（1938年） - 東武鉄道1（A1形（2代）） → 川崎製鉄千葉製鉄所NUS11（1955年）
- 1863（1938年） - 三井鉱山三池港務所17
- 1876（1938年） - 博多湾鉄道20 → 西日本鉄道 → 再買収
- 1878（1938年） - 三井鉱山三池港務所18

- 2080, 2081（1927年） - 三好鉱業（日本炭鉱）高松鉱業所

## 保存
高知鉄道から東洋レーヨン滋賀工場に移っていた1801が1964年に国鉄へ寄贈され、鷹取工場で復元のうえ大阪市の交通科学博物館に静態保存された。1965年には準鉄道記念物に指定され、2004年には鉄道記念物に格上げされている。1993年に館内展示となり、煙室扉に取り付けられた「1801 形式 1800」のナンバープレートは、切り抜き文字「40」に復元された。また、これに合わせて明治中期の三等客車のカットモデルも復元製作され、連結して展示された。
2014年4月の閉館後、2016年4月29日からは京都鉄道博物館で保存展示されている。

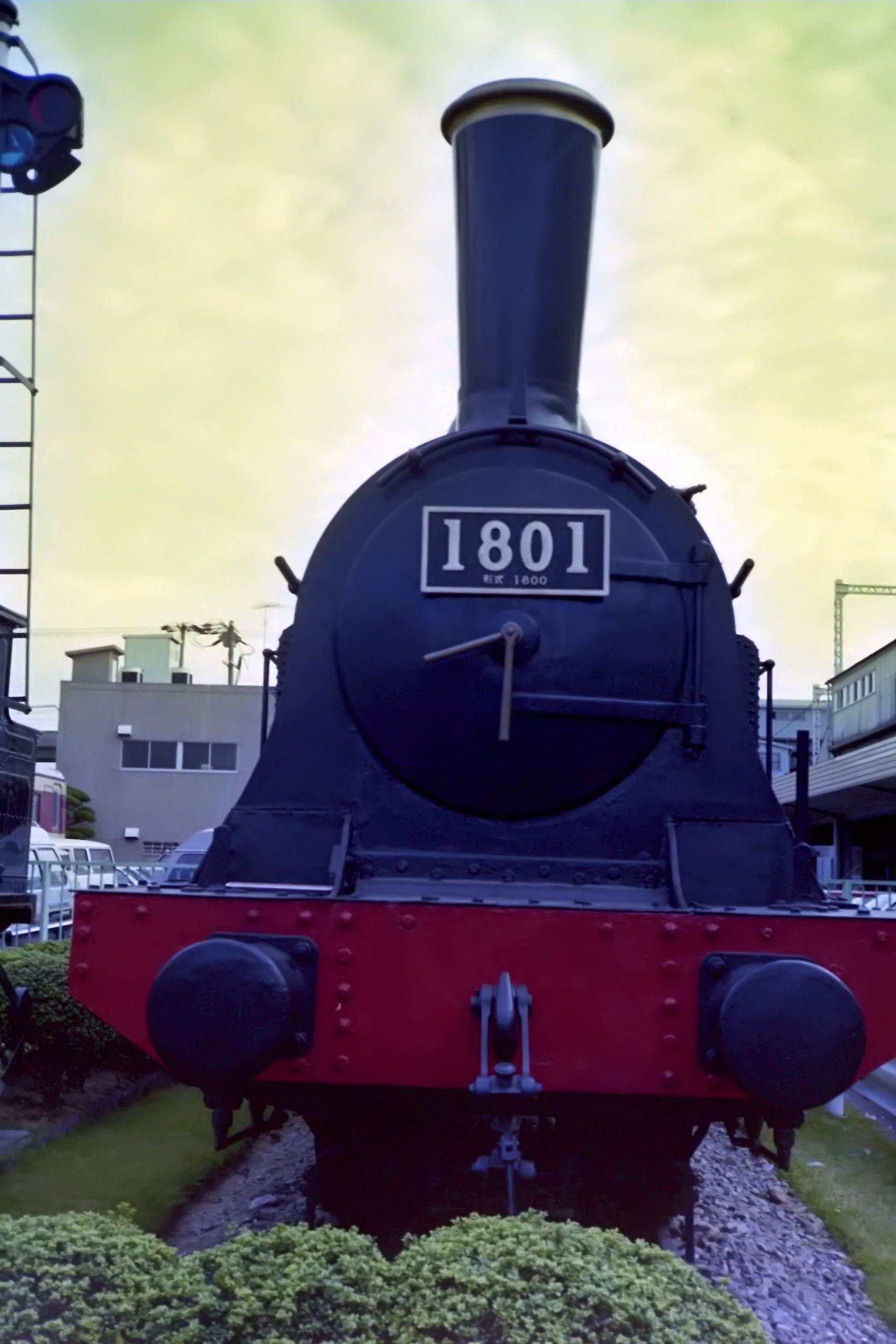
交通科学館 屋外展示時代（1984年撮影）
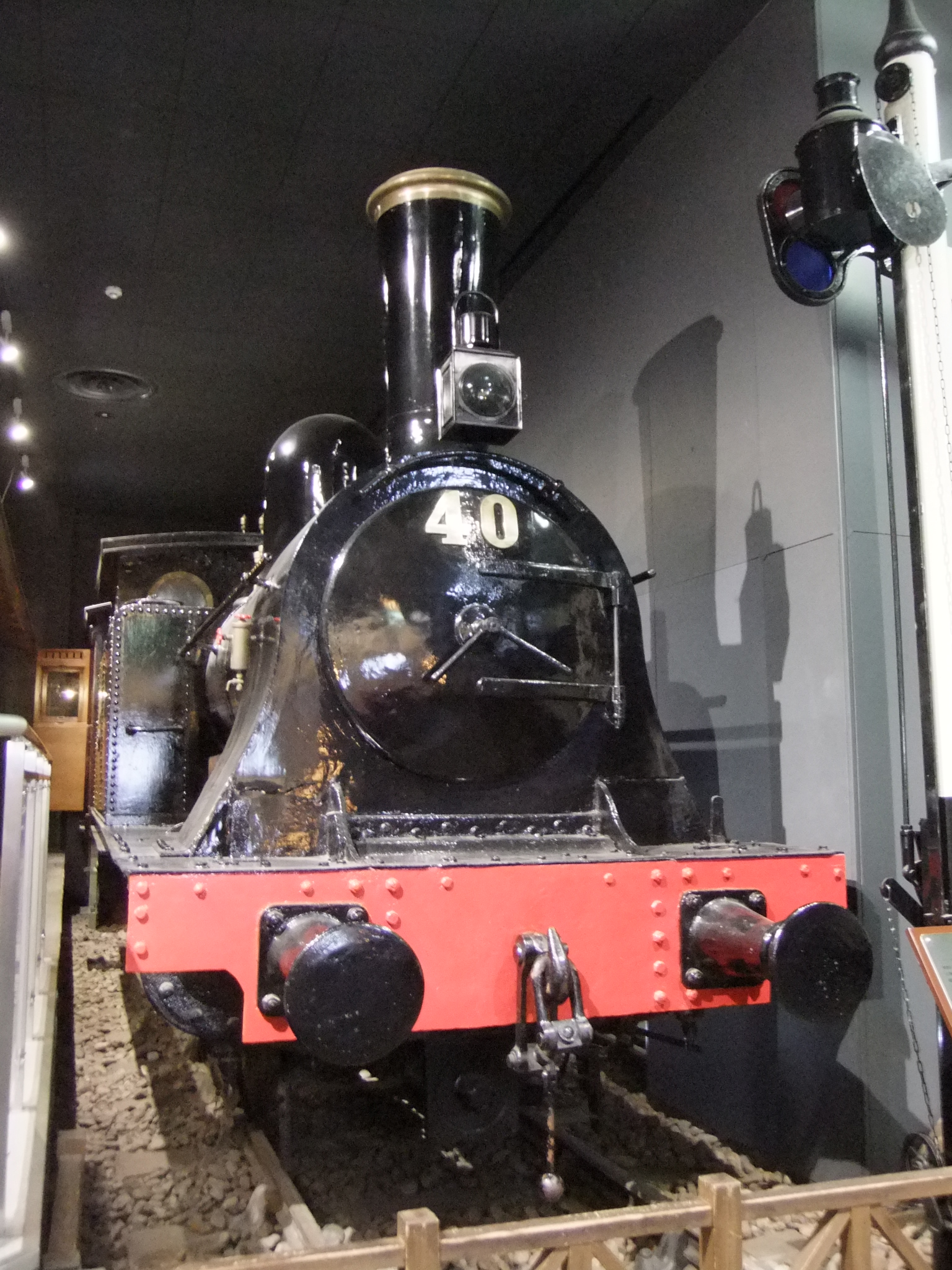
交通科学館 館内展示時代（2011年撮影）旧番の40号に復元